# 约尔格·迪斯纳
约尔格·迪斯纳（德語：Jörg Dießner，1977年2月25日—），德国男子赛艇运动员。他曾代表德国参加世界赛艇锦标赛，获得一枚金牌、四枚银牌和一枚铜牌。他也参加了2000年和2004年夏季奥运会。